# Greenock Morton Football Club
El Greenock Morton Football Club es un club de fútbol de Escocia, con sede en Greenock. Fue fundado en 1874 y compite en la Scottish Championship, segunda categoría del fútbol escocés.

## Entrenadores
- George Morell (1904-1908)
- Bob Cochrane (1908-1927)
- David Torrance (1928-1931)
- Bob Cochrane (1931-1934)
- Jackie Wright (1934-1938)
- Jimmy Davies (1939-1955)
- Gibby McKenzie (1955-1957)
- Jim McIntosh (1957-1960)
- Hal Stewart (1961-1972)
- Eric Smith (1972)
- Hal Stewart (1972-1974)
- Erik Sørensen (1974-1975)
- Joe Gilroy (1975-1976)
- Benny Rooney (1976-1983)
- Allan Feeney (1983)
- Tommy McLean (1983-1984)
- Willie McLean (1984-1985)
- Allan McGraw (1985-1997)
- Billy Stark (1997-2000)
- Ian McCall (2000)
- Allan Evans (2000-2001)
- Ally Maxwell (2001)
- Peter Cormack (2001-2002)
- Dave McPherson (2002)
- John McCormack (2002-2004)
- Jim McInally (2004-2008)
- Davie Irons (2008-2009)
- James Grady (2009-2010)
- Allan Moore (2010-2013)
- Kenny Shiels (2013-2014)
- Jim Duffy (2014-2018)
- Ray McKinnon (2018)
- Jonatan Johansson (2018-2019)
- David Hopkin (2019-2020)
- Gus MacPherson (2021)
- Dougie Imrie (2021-)

## Palmarés

### Torneos nacionales
- Copa de Escocia (1): 1921-22
- Segunda División de Escocia (6): 1949-50, 1963-64, 1966-67, 1977-78, 1983-84, 1986-87
- Tercera División de Escocia (3): 1994-95, 2006-07, 2014-15
- Cuarta División de Escocia (1): 2002-03

## Participación en competiciones de la UEFA
| Temporada | Torneo                 | Ronda | Club    | Casa | Visita | Global |
| --------- | ---------------------- | ----- | ------- | ---- | ------ | ------ |
| 1968–69   | Inter-Cities Fairs Cup | 1     | Chelsea | 3–4  | 0–5    | 3–9    |